# Wettin-Löbejün
Wettin-Löbejün este un oraș în Saalekreis, landul Saxonia-Anhalt, Germania.